# S. Nagy István
S. Nagy István (Köröstarcsa, 1934. január 20. – Budapest, 2015. január 20.) magyar dalszerző, EMeRTon-díjas dalszövegíró. Hat évtizedes pályafutása során Magyarország egyik legtermékenyebb dalszerzőjévé vált. Özvegye Csongrádi Kata színésznő.

## Pályafutása és életútja vége
Apja (Nagy Ferenc magyar–történelem szakos tanár) nemesi előnevéből képezte nevét (sárosberkeszi). Anyja Hőgye Piroska. Testvérei Piroska, Ferenc, Győző és Pál.

## Halála és utóélete
Hosszan tartó betegség után hunyt el 81. születésnapján. Református szertartás szerint 2015. január 30-án helyezték örök nyugalomra az Óbudai temetőben.

## Könyvek
- Elmegyek. Máté Péter emlékére; S. Nagy István, Bp., 1985
- Csak hüjülökk; Seneca, Bp., 1997 (Családi könyvtár)
- Ajándék volt minden perc és óra... Magyar dalszerzők. S. Nagy István, G. Dénes György, Bradányi Iván, Szenes Iván, Malek Miklós; fel. szerk. Szentirmai Dóra, főszerk. Dibás Gabriella, bev. Bradányi Iván; Reader's Digest, Bp., 2012 + 5 CD

## Slágerei
Tudományos igényű diszkográfia dalairól még nem készült. A teljesség igénye nélkül összeállított-válogatott lista, előadók szerinti rendezésben (az első előadónál feltüntetve):
| Apostol - Okosabban kéne élni (Németh Gábor, Szenes Iván) Aradszky László - Nem születtem grófnak - Pókháló van már az ablakon (Lovas Róbert) - Szomszédasszony fütyülök a lányára Bergendy-együttes - Zöld pokol Bodrogi Gyula, Törőcsik Mari - Nekem a Balaton a Riviéra (Ullmann Ottó (zeneszerző)) Cserháti Zsuzsa - Árva fiú (Szakály László) Csongrádi Kata - A fiúkkal soha nem volt szerencsém - Add ide a kezed (cigányszerelem) - Jöttem én a semmiből - Millió rózsaszál (Raimonds Pauls) - Itt van az otthonom Dinamit együttes - Te mondd meg Dobos Attila - Albérlet az emeleten (Dobos Attila) Echo - Gondolsz-e majd rám? (Varannai István, Tamás László) Edda Művek - Álom (Slamovits István) - Engedjetek saját utamon Expressz együttes - Zöld a kukoricaszár Generál - Csöngess be jó barát (Novai Gábor) Harangozó Teri - Hiába (Wolf Péter) - Egy lány az éjszakában (Havasy Viktor) Hofi Géza - Én úgy szeretnék jazzdobos lenni (Hofi Géza) - Fél deci rum (Solymos Antal) Hungária - Csavard fel a szőnyeget (Fenyő Miklós) - Eltakarod a napot - Percekre eláll a szavam - Repül a varázsszőnyeg - Rémlátomás - A verklis - Végállomás Ihász Gábor - Múlnak a gyermekévek (Ihász Gábor) Illés-együttes - Nem volt soha senkim (Illés Lajos) Katona Klári - Bővizű forrás (Gyulai Gaál János) - Könnyek nélkül (Payer András) - Mikor rád talál a hajnal (Schöck Ottó) - Nem fogok szomorkodni érted (Payer András) - Szállj kék madár (Malek Miklós) Karthago együttes - Csak egy szót akarok Késmárky Marika - Egy fiú a házból (Bágya András), 1969-es Táncdalfesztivál 1. díj Komár László - Alfa Romeo Koncz Zsuzsa - Ami volt az volt (Payer András) - Árván (Schöck Ottó) - De akkor már hol leszek én (Payer András) - Ébredj fel (Payer András) - Gyilkossággal vádollak (Payer András) - Kopogj az ajtón (Lovas Róbert) - Kerülő utakon megyek (ifj. Gazsik József) - Nincsen olyan ember (Payer András) - Órák (Szakály László) - Rohan az idő (Szörényi Levente) - Rosszul szerettél (Payer András) - Utcák (Schöck Ottó) - Zöldszemű srác (Payer András) - VIII. Henrik felesége voltam (Varannai István) - Жашабайт адам кайрадан (kirgizul, Amira Zaipova) Koós János - Micsoda nagyszerű dolog (Havasy Viktor) - Paprika twist - Valóra vált látomás (Malek Miklós) Korda György - Reptér (Máté Péter) Kovács Kati - Többé ne telefonálj (Illés Lajos, 1967) - Ne lépd át a küszöbömet (Havasy Viktor, 1968) - Nem születünk százszor (Schöck Ottó, 1968) - Álmodozom a világról (Schöck Ottó, 1968) - Keserű a méz (Koncz Tibor, 1969) - Volt egy régi nyár (Koncz Tibor, 1970) - Legjobb volna elfeledni téged (Schöck Ottó, 1970) - Öngyilkos káposzta (Koncz Tibor, 1970) - Jaj, nem vigyáztam (Koncz Tibor, 1970) - Hullhat rám a jégeső (Burt Bacharach, 1971) - Hintáslegény (Koncz Tibor, 1971) - Merre mentél tőlem (Koncz Tibor, 1972) - Arcok a sötétben (Koncz Tibor, 1973) - Megtanítlak élni (Koncz Tibor, 1975) - Álomherceg (Martin Hoffmann, 1979) | Mary Zsuzsi - Te vagy az oda-ideálom Máté Péter - Azért vannak a jó barátok (Máté Péter) - Dörög az ég (Máté Péter) - Egy darabot a szívemből (Máté Péter) - Egyszer véget ér (Máté Péter) - Elmegyek (Máté Péter) - Hé, John! (Máté Péter) - Hull az elsárgult levél (Malek Miklós) - Most élsz (Máté Péter) - Nekem ez így jó (Máté Péter) - Ott állsz az út végén - Otthonom a nagyvilág - Szabadíts meg a szorongásoktól - Tavaszi szél - Tévedtél - Várj reám - Zene nélkül mit érek én? (Máté Péter) Mátrai Zsuzsa - Hol van az az idő (Tardos Péter) - Látod ez a szerelem (Deák Tamás) - Ördögből angyal lehetnél (Auth Ede) Metro - Édes évek (Sztevanovity Zorán) - Roppant kényes Mikes Éva - Ahogy mentem az utcán (Majláth Júlia) - Mintha ketten lennénk (Horváth Jenő) - Száraz ágon nincs levél (Lovas Róbert) Neoton - Kell, hogy várj (Pásztor László) Németh Lehel - Merre jártál - Talán egy perc alatt Omega - Azt mondta az anyukám (Presser Gábor) - Kiabálj, énekelj (Presser Gábor) - Nem szeretlek - Nem tilthatom meg (Presser Gábor) - Nem új a nap alatt semmi - Rózsafák (Presser Gábor) Payer András - Felmegyek hozzád (Payer András) - Akkor gyere el Piramis együttes - Hozd el a tegnapot (Gallai Péter) - Ne bántsd a madarakat Poór Péter - Piros tulipán (Németh Gábor) Soltész Rezső - Szóljon hangosan az ének (Soltész Rezső) 1981-es Táncdalfesztivál 2. díj - Nézd a zöld réteket - Énekeljünk együtt Szécsi Pál - A kőrengeteg árnyékában - Bolhacirkusz - Bús szívből énekelni (Wolf Péter) - Claudia - Gedeon bácsi (Payer András) - Hagyjuk szívem (Németh Gábor) - Kedves csirkefogó - Két összeillő ember (Havasy Viktor) - Pamparapam - Rohanunk - Tárd ki ablakod Szűcs Judith - Majd megfordul a szél (Ihász Gábor, 1972) - Tépj egy szál virágot (Schöck Ottó, 1977) - Mondd azt (Schöck Ottó, 1975) - Boldog vasárnap (Vargha Tamás, 1977) - Ne indulj hosszú útra (Ihász Gábor, 1977) - Nincs rajtad kívül senki sem (Ihász Gábor, 1978) - Tavaszi hangok (Schöck Ottó, 1978) Ullmann Mónika - Moncsicsi dal (1982) Zalatnay Sarolta - Fák, virágok, fény (Schöck Ottó) 1971-es Táncdalfesztivál 1. díj - Mindig kell egy barát (Zalatnay Sarolta) - Nem vagyok én apáca (Schöck Ottó) - Ó, ha milliomos lennék - Sziklaöklű Joe (Wolf Péter) Záray Márta–Vámosi János - Köszönet a boldog évekért (Máté Péter) - Nincs semmi baj - Tatabányai lány - Viszlát - Zsuga Zorán - Fehér sziklák (Fényes Szabolcs) 1969-es Táncdalfesztivál 2. díj |

## Díjak és kitüntetések
- EMeRTon-díj (1993)
- A Magyar Köztársasági Érdemrend kiskeresztje (1996)
- Huszka Jenő Életműdíj (1999)
- A Magyar Köztársasági Érdemrend tisztikeresztje (2009)
- Artisjus Életműdíj (2011)
- Börze Award-díj – megosztva Csongrádi Katával (2014)
- Köröstarcsa díszpolgára (2014)